# Base Aérea de Florianópolis

A Base Aérea de Florianópolis - BAFL  é uma base da Força Aérea Brasileira localizada na cidade de Florianópolis, capital do estado de Santa Catarina.

## Unidades Aéreas
A Base Aérea de Florianópolis não possui unidade aérea operando permanentemente desde a transferência do 2º Esquadrão do 7º Grupo de Aviação para a Base Aérea de Canoas no final de 2016 / começo de 2017. No entanto, a localidade pode sediar diversas operações da Força Aérea Brasileira nas modalidades de apoio ou treinamento.

## História da Base Aérea de Florianópolis
Como parte de um plano de reestruturação do sistema de defesa do litoral brasileiro, a Marinha do Brasil decidiu, em 1922, criar em Santa Catarina uma base de aviação naval. Assim, em 10 de maio de 1923, nasceu o Centro de Aviação Naval de Santa Catarina, sediado em Florianópolis, capital do estado. Para receber a nova base aérea foi escolhida uma grande área plana ao sul da cidade, denominada Carianos.
A base permaneceu como Centro da Aviação Naval até 1941, quando passou para a subordinação da recém criada Força Aérea Brasileira, recebendo a denominação de Base Aérea de Florianópolis - BAFL . Para assumir a base foi criado, em novembro de 1942, o 14º Corpo de Base Aérea.
Durante a II Guerra Mundial, foram alocados na BAFL dois bombardeiros Focke-Wulf Fw 58 Weihe, dois Grumman J4F-2 Duck e um Consolidated PBY-5A Catalina, com a missão de efetuar operações de patrulha antisubmarino na costa sul do Brasil. Em 1944, com o fim da guerra na Europa, a BAFL foi transformada em Base Aérea de 2ª Classe.
A Base Aérea de Florianópolis operava até 2016 a seguinte unidade da FAB:
- 2º Esquadrão do 7º Grupo de Aviação (2º/7º GAV), o Esquadrão Fênix, com aeronaves P-95B de patrulha marítima (Embraer EMB-111 Bandeirante Patrulha).

A base contava ainda com um C-98 (Cessna 208) que fazia funções administrativas.

## Galeria de imagens

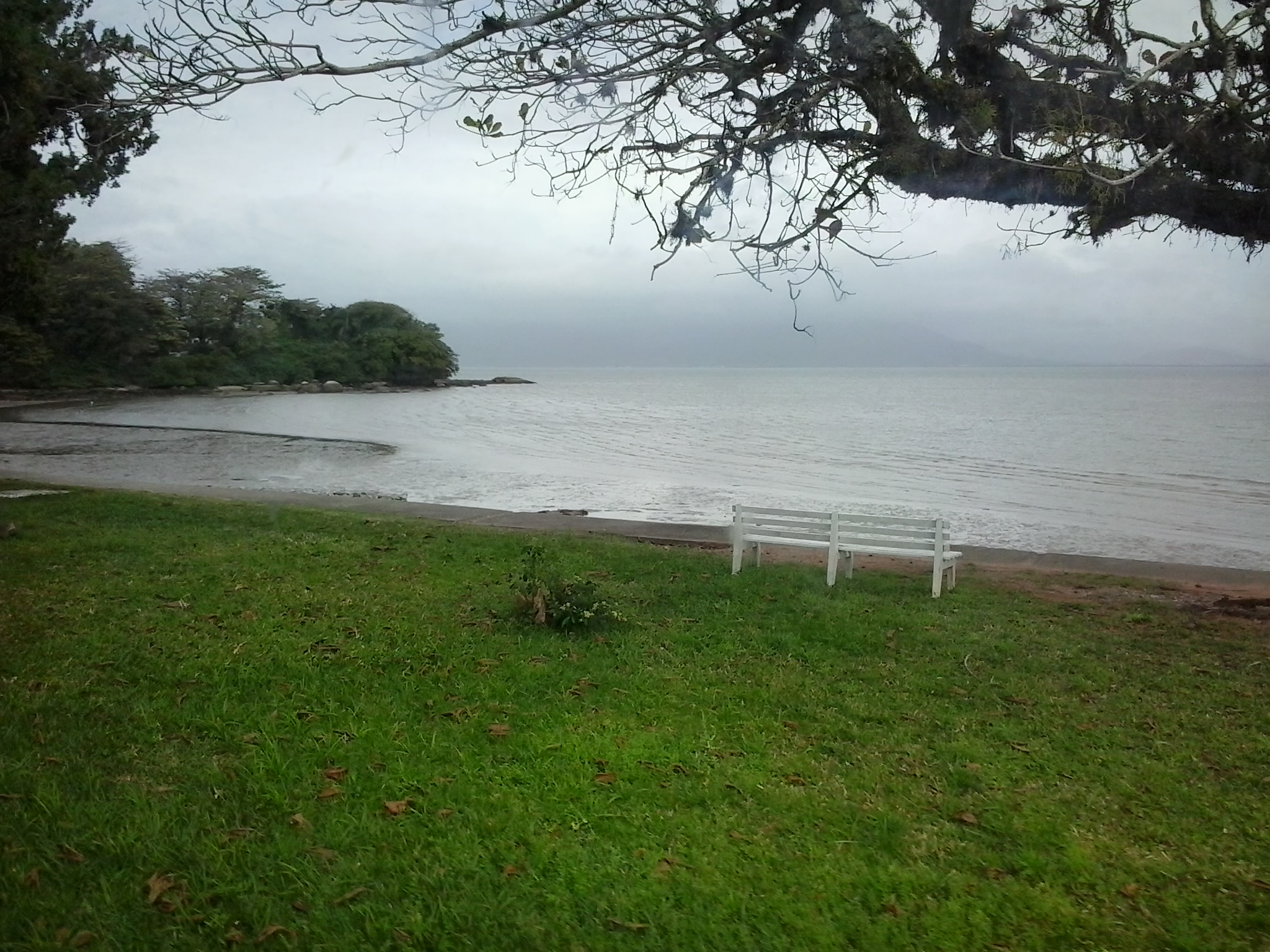
Praia da Base Aérea em dia de maré baixa.
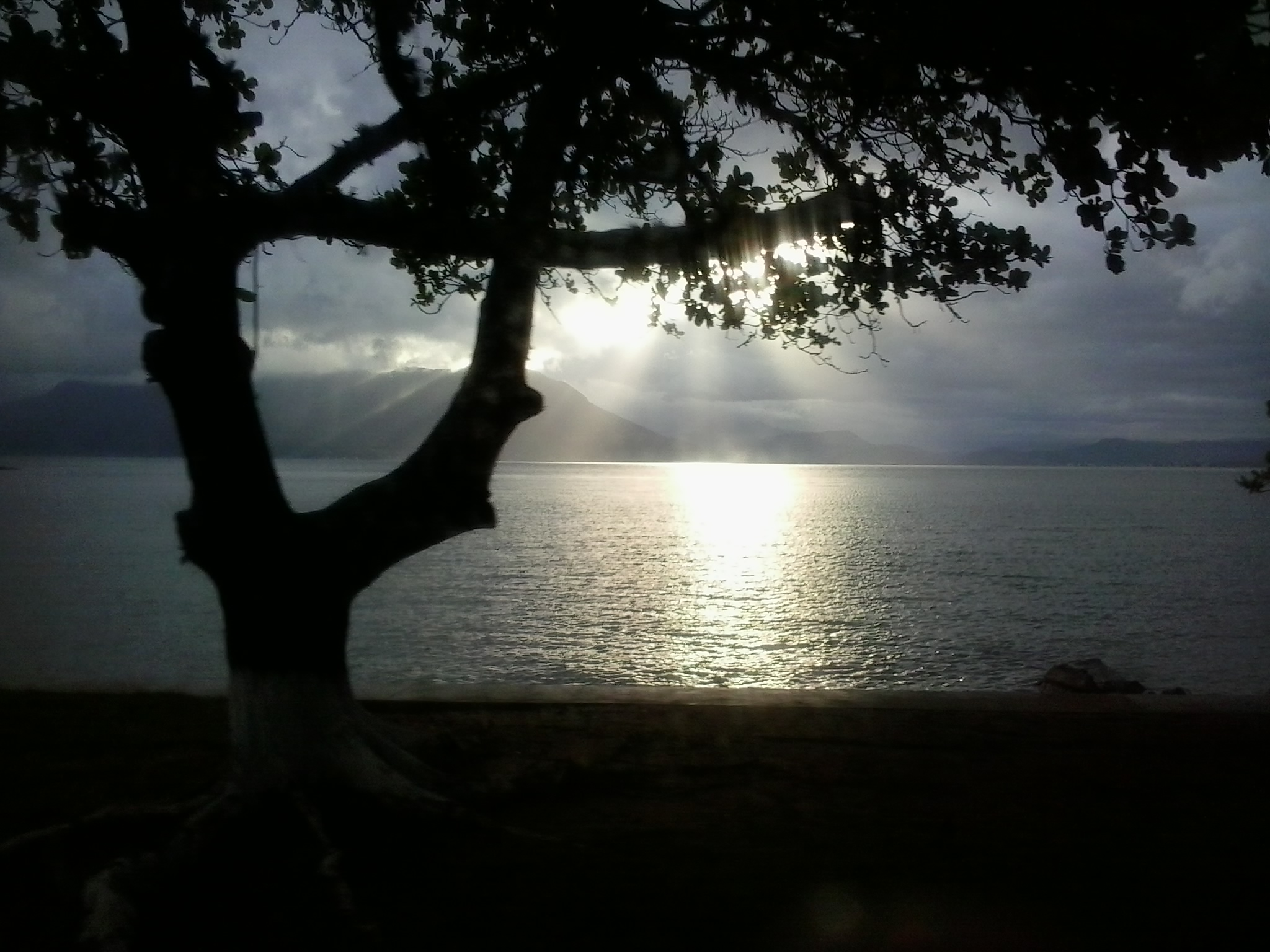
Entardecer na Praia da Base Aérea.